# Die Venusfalle
Die Venusfalle ist ein erotischer Film des Regisseurs Robert van Ackeren, der 1988 auf den Internationalen Filmfestspielen von Cannes uraufgeführt wurde. Yvonne Viehöfer veröffentlichte den gleichnamigen Roman nach dem Drehbuch des Films.

## Handlung
Der 30-jährige Max arbeitet als Notarzt in einem Berliner Krankenhaus. Er ist seit langer Zeit mit der attraktiven Coco liiert, mit der er eine gepflegte Wohnung teilt. Coco verteidigt die gemeinsame Beziehung eifersüchtig, während Max sich in seiner Freiheit eingeschränkt fühlt.
Eines Tages verwählt sich Max und verliebt sich in eine Stimme am anderen Ende des Telefons, die nur sagt: „Hallo“, und dann „Falsch verbunden!“, worauf das Telefon aufgelegt und kurz darauf sogar die Leitung stillgelegt wird. Auf nächtlichen Streifzügen durch die Stadt sucht Max die Frau, der die Stimme gehört, und hofft, der einengenden Nähe Cocos zu entgehen. In einem Billardsalon trifft er schließlich zufällig auf Marie, die Frau hinter der Stimme, welche von ihrem Partner Kurt begleitet wird.
Kurz darauf werden Marie und Max in einen Autounfall verwickelt, der dazu führt, dass sie einander in die Arme fallen und sich im Regen auf der Straße lieben. Als Max und Coco später eine Party veranstalten, stehen Marie und Kurt als Gäste vor der Tür. In der Folge versuchen Max und Marie, ihre jeweiligen Partner miteinander zu verkuppeln.

## Kritiken
„Als Körper ist Miss Kirchberger ein voller Erfolg, als Schauspielerin eine Katastrophe. Die kühlen, verruchten Schlafzimmersätze, die van Ackeren ihr in den Mund gelegt hat, leiert sie wie eine tibetanische Liebesmühle herunter, die Lüsternheit, die sie vor der Kamera auflegt, ist so erregend wie eine Pickelcreme.“

„Dass Sonja Kirchberger als Coco die Garderobe von van Ackerens Ko-Autorin Katharina Zwerenz trägt und auch sonst den Eindruck erweckt, als sei sie aus ihr geklont, macht sie zwar noch nicht zum Star. Aber da das kopierte PR-Konzept nach einem solchen verlangt, wird die Wienerin aufgebaut. Die Presse braucht Stars, dieser Film, um seine kokette Belanglosigkeit zu kaschieren, ebenfalls.“

„Das Spekulationsstück stellt die Luxus-Problematik – Berliner Arzt (Horst Günther Marx) ist von seiner Freundin (Kirchberger) gefrustet und sucht sich eine neue (Myriem Roussel) – mit den Mitteln des Luxuskinos dar: lauter schöne Menschen in lauter schönen Wohnungen.“